# Клёновка (приток Уши)
Клёновка (бел. Клёнаўка) — река в Червенском и Березинском районах Минской области Белоруссии, правый приток реки Уша.
Длина реки — 14 км. Площадь водосборного бассейна — 33 км². Уклон реки — 1,6 м/км.
Берёт начало в 0,8 км к юго-западу от деревни Гайдукова Слободка, течёт в северном—северо-восточном направлении, долина реки покрыта древесно-кустарниковой растительностью, примерно через километр образует пруд длиной 190 и шириной до 38 метров, вытянутый с юго-запада на северо-восток и подпруженный плотиной. Ниже плотины (расположенной на дороге до деревни Гайдукова Слободка) река поворачивает на восток, протекая сначала по открытой местности и затем через массив молодых лесопосадок. В районе деревни Гайдукова Слободка вновь принимает северо-восточное направление, через 240 метров поворачивает на север. На этом протяжении левый берег реки занимает массив лесопосадок. Через 230 метров пересекает дорогу местного значения Рованичская Слобода—Старый Пруд, далее выходит на открытую местность, через 70 метров поворачивает на северо-восток, придерживается этого направления около 2,85 км, постепенно заворачивая к северу. После этого заходит в лесной массив, делает изгиб в северо-восточном направлении длиной около 600 метров и в течение 1,35 км течёт на северо-восток. Затем выходит на открытую местность и движется на север, переходя границу Червенского и Березинского районов, через 510 метров пересекает мост через дорогу на деревню Берёзовка. Минуя эту деревню, около 920 метров придерживается северо-восточного направления, делая изгиб на северо-запад. Затем на протяжении 0,96 км течёт на северо-восток, левый берег занят лесным массивом. В районе деревни Клёновка поворачивает на север, постепенно отклоняясь к северо-востоку, и через 0,86 км окончательно принимает северо-восточное направление. От деревни Клёновка до устья протекает по лесному массиву, долина занята древесно-кустарниковой растительностью. Впадает в Ушу к северо-западу от деревни Котово. На протяжении 7 километров от деревни Гайдукова Слободка до деревни Клёновка русло реки канализировано.